# Région Sud (Malawi)
Pour les articles homonymes, voir Région Sud.
La région Sud est une région du Malawi.
Elle est subdivisée en treize districts :
- Balaka
- Blantyre
- Chikwawa
- Chiradzulu
- Machinga
- Mangochi
- Mulanje
- Mwanza
- Neno
- Nsanje
- Thyolo
- Phalombe
- Zomba